# Терминология
Термин пренасочва насам.  За други значения вижте Термин (пояснение).
Терминология (на латински: terminus, „предел“ и възприетата от старогръцки logos – „слово“) е съвкупността от специализирани думи, „термини“, които се употребяват в някоя област на човешката дейност. Терминология е също така науката (онази част от приложната лингвистика), която се занимава с изучаването на термините, тяхната стандартизация и т.н.
Съществуват многобройни терминологии – техническа, философска, математическа, музикална и т.н. според сферите, в които думите придобиват съответна окраска. Много често те са приспособени чуждици или неологизми. В същото време термините имат различно значение в разните видове терминология. Например „индукция“ като философско понятие, и като термин от физиката, макар и еднакви като етимология, имат съвсем различно значение и смисъл.
Терминологията е важен аспект от езика, с който някоя наука, изкуство, занаят, или която и да е област на познанието изразява своите постижения, цели, конкретни атрибути и т.н. Затова терминологията следва да се отличава от етимологията (търсеща произхода и първичното значение на думата) и професионалния жаргон (сбор от термини, които се употребяват в дадена професионална среда). Обикновено терминологията има ясен, точен и строго фиксиран превод на чуждите езици.

## Лингвистика
Терминологията обозначава формалната дисциплина на систематичното изучаване на етикирането или още означаването на концепциите. Специално това става по отношение на едно или повече полета или домейни на човешката активност чрез изследване и анализ на контекста за целта на документирането и предлагането на правилна употреба.